# Кохання поза правилами
«Кохання поза правилами» (англ. Leatherheads, «Шкіряні голови») — американська спортивна комедія з романтичним ухилом, знята в 2008 році режисером Джорджем Клуні з ним і Рене Зеллвегер у головних ролях.
Прем'єра в Україні відбулася 3 квітня 2008 року.

## Сюжет
1925 рік. Додж Коннелі (Джордж Клуні) — чарівний, зухвалий капітан футбольної команди «Кантонські бульдоги» (прототип — «Дулутські ескімоси»), що повний рішучості зробити свою команду нижчого рівня відомої по всій Америці. У той момент, коли гравці втрачають спонсора, та й сама ліга перебуває на грані розвалу, Додж переконує зоряного гравця з коледжу приєднається до його наброду. Він сподівається, що це допоможе команді нарешті залучити до себе увагу всієї країни. Так у команді з'являється Картер Разерфорд (Джон Кразінські), американський улюбленець, герой Першої Світової війни, що поодинці взяв у полон численний загін німецьких солдатів. Крім того, що Картер — красень, він ще й може похвастатися неймовірною швидкістю на полі. У новому гравці все занадто добре, щоб бути правдою, і Лексі Літтлтон (Рене Зеллвегер) вирішує довести, що так воно і є. Починаюча репортерша Лексі підозрює, що військова історія Картера не без вад. І поки вона копається в минулому, Додж і Картер захоплюються дівчиною, що приводить до серйозного суперництва двох товаришів по команді.

## У ролях
- Джордж Клуні — Джим «Додж» Коннеллі
- Рене Зеллвегер — Лексі Літтлтон
- Джон Кразінські — Картер Резерфорд
- Джонатан Прайс — Сісі Фрейзер
- Пітер Гереті — комісар Піт Гарпін
- Джек Томпсон — Харві
- Стівен Рут — Сагк
- Малкольм Гудвін — Бейкс